# Вей Емілій Бенедиктович
Емілій Бенедиктович Вей (нар. ?, Швейцарія — пом. після 1914 року) — одеський архітектор швейцарського походження;
член Одеського відділення Російського технічного товариства з 26 березня 1887 року; консул з 1909 року. 
Жив і працював в Одесі в кінці XIX — на початку XX століття. В 1902 році мешкав на вулиці вулиці Надеждинській № 17. Займався приватною практикою. Використовуючи стильові форми необароко
спорудив
- Багатоквартирний будинок Бурназо на вулиці Надеждинській № 4 (1870, співавтор Фелікс Гонсьоровський);
- Прибутковий будинок страхового товариства «Росія» на вулиці Рішельєвській № 3 — у формах французького класицизму (1890-ті);

здійснив
- Перебудову Англійського клубу біля Міського театру (кінець XIX століття; тепер Музей морського флоту України),
- Надбудову й об'єднання двох секцій Пале-Рояля на провулку Театральному № 15 і 17.